# 河本真
河本真(かわもと しん)は、The Legendary Roots 88 Inc.のCEOを務める。2021年現在北米在住。

## 人物
1988年神奈川県相模原市に生まれ、大学在学中に起業する。2013年より海外移住し、アウトバウンド支援事業、機能性アパレル（電磁波を99％カットするパンツ）の通信販売事業、起業支援事業、男性向け精力増強スクール事業など複数の事業・会社経営を行う。

## 著書
- 『21世紀こそもっと恋愛にのめりこめ！！』（ギャラクシーブックス、2017年）
- 『働かない働き方。』 （パブラボ、2019年）ISBN 443425510X
- 『遊ぶように働く! 目指せFIRE! 大人の夏休みライフの始め方』 （サンライズパブリッシング、2021年）ISBN 4782905424